# Großer Preis der USA West 1979
Der Große Preis der USA West 1979 (offiziell Lubri Lon Long Beach Grand Prix) fand am 8. April auf dem Long Beach Grand Prix Circuit in Long Beach statt und war das vierte Rennen der Automobil-Weltmeisterschaft 1979.

## Berichte

### Hintergrund
Mit im Vergleich zum Großen Preis von Südafrika rund einen Monat zuvor unveränderter Fahrerbesetzung trat die Formel 1 zum Stadtrennen in Long Beach an.
Bis auf Emerson Fittipaldi, der auf den ausgereifteren F5A zurückgriff, traten alle Teams mit ihren zum damaligen Zeitpunkt aktuellen Wing Cars an. Beim Team Merzario debütierte der auf Bodeneffekt ausgelegte A3; er wurde allerdings nur im Qualifying verwendet. Nachdem der A3 im Training einen Aufhängungsschaden erlitten hatte, dessen kurzfristige Reparatur als zu riskant angesehen wurde, bestritt Teamchef Arturo Merzario das Rennen mit dem Interimsmodell A1B, das noch kein Wing Car war.

### Training
Gilles Villeneuve erreichte mit dem Ferrari 312T4 die Pole-Position neben seinem ehemaligen Teamkollegen Carlos Reutemann im Lotus 79. Jody Scheckter qualifizierte sich im zweiten Ferrari für den dritten Startplatz. Es folgten die beiden Ligier JS11 von Patrick Depailler und Jacques Laffite.
Während bei Brabham mit den Startplätzen 11 und 12 für Niki Lauda und Nelson Piquet zumindest ein leichter Aufwärtstrend erkennbar war, fanden sich die McLaren-Piloten John Watson und Patrick Tambay auf den für ihre Verhältnisse enttäuschenden Startplätzen 18 und 19 wieder.
Jean-Pierre Jabouille hatte mit seinem Renault RS01 während des Trainings einen Unfall und konnte daher nicht zum Rennen antreten. Da die Unfallursache zunächst nicht bekannt und ein technischer Defekt als solche nicht auszuschließen war, entschloss man sich aus Sicherheitsgründen, auch den zweiten Renault-Werksfahrer René Arnoux nicht antreten zu lassen.

### Rennen
Nach mehreren missglückten Startversuchen, die dadurch zustande kamen, dass Pole-Setter Villeneuve seine Startposition verfehlte, Clay Regazzoni aufgrund eines Elektrikdefektes aus der Boxengasse starten musste und Laffite sich in der Startaufstellung drehte, ging Villeneuve nach mehreren Minuten Verzögerung vor Depailler und Scheckter in Führung. Weiter hinten im Feld kollidierte Jan Lammers mit Tambay. Dabei verlor sein Shadow den Bodenkontakt und kollidierte daraufhin mit Laudas Brabham.
In der neunten Runde übernahm Jean-Pierre Jarier den zweiten Rang hinter Villeneuve, nachdem er in den Runden zuvor Scheckter und Depailler überholt hatte. Scheckter zog im folgenden Umlauf an Depailler vorbei und schloss auf Jarier auf, den er schließlich in Runde 27 überholte und somit eine Ferrari-Doppelführung herstellte. Der fortan drittplatzierte Jarier geriet daraufhin unter Druck durch Depailler, Alan Jones und Mario Andretti, die ihn den Runden 44 bis 46 nacheinander überholten.
In der 62. Runde gelangte Jones an Depailler vorbei. Dieser fiel in der Schlussphase des Rennens auf den fünften Rang hinter Andretti und vor Jarier zurück, da ihn ein Getriebeproblem behinderte.
Didier Pironi und Hans-Joachim Stuck wurden wegen Inanspruchnahme fremder Hilfe disqualifiziert, nachdem sie sich infolge von Drehern hatten anschieben lassen.

## Meldeliste
| Team                          | Nr. | Fahrer                | Chassis                  | Motor                    | Reifen |
| ----------------------------- | --- | --------------------- | ------------------------ | ------------------------ | ------ |
| Martini Racing Team Lotus     | 01  | Mario Andretti        | Lotus 79                 | Ford Cosworth DFV 3.0 V8 | G      |
| Martini Racing Team Lotus     | 02  | Carlos Reutemann      | Lotus 79                 | Ford Cosworth DFV 3.0 V8 | G      |
| Team Tyrrell                  | 03  | Didier Pironi         | Tyrrell 009              | Ford Cosworth DFV 3.0 V8 | G      |
| Team Tyrrell                  | 04  | Jean-Pierre Jarier    | Tyrrell 009              | Ford Cosworth DFV 3.0 V8 | G      |
| Parmalat Racing Team          | 05  | Niki Lauda            | Brabham BT48             | Alfa Romeo 1260 3.0 V12  | G      |
| Parmalat Racing Team          | 06  | Nelson Piquet         | Brabham BT48             | Alfa Romeo 1260 3.0 V12  | G      |
| Löwenbräu Team McLaren        | 07  | John Watson           | McLaren M28              | Ford Cosworth DFV 3.0 V8 | G      |
| Löwenbräu Team McLaren        | 08  | Patrick Tambay        | McLaren M28              | Ford Cosworth DFV 3.0 V8 | G      |
| ATS Wheels                    | 09  | Hans-Joachim Stuck    | ATS D2                   | Ford Cosworth DFV 3.0 V8 | G      |
| Scuderia Ferrari SpA SEFAC    | 11  | Jody Scheckter        | Ferrari 312T4            | Ferrari 015 3.0 F12      | M      |
| Scuderia Ferrari SpA SEFAC    | 12  | Gilles Villeneuve     | Ferrari 312T4            | Ferrari 015 3.0 F12      | M      |
| Fittipaldi Automotive         | 14  | Emerson Fittipaldi    | Fittipaldi F5A           | Ford Cosworth DFV 3.0 V8 | G      |
| Équipe Renault Elf            | 15  | Jean-Pierre Jabouille | Renault RS01             | Renault EF1 1.5 V6t      | M      |
| Équipe Renault Elf            | 16  | René Arnoux           | Renault RS01             | Renault EF1 1.5 V6t      | M      |
| Samson Shadow Racing Team     | 17  | Jan Lammers           | Shadow DN9               | Ford Cosworth DFV 3.0 V8 | G      |
| Interscope Shadow Racing Team | 18  | Elio de Angelis       | Shadow DN9               | Ford Cosworth DFV 3.0 V8 | G      |
| Olympus Cameras Wolf Racing   | 20  | James Hunt            | Wolf WR8                 | Ford Cosworth DFV 3.0 V8 | G      |
| Team Ensign                   | 22  | Derek Daly            | Ensign N179              | Ford Cosworth DFV 3.0 V8 | G      |
| Team Merzario                 | 24  | Arturo Merzario       | Merzario A1B Merzario A3 | Ford Cosworth DFV 3.0 V8 | G      |
| Ligier Gitanes                | 25  | Patrick Depailler     | Ligier JS11              | Ford Cosworth DFV 3.0 V8 | G      |
| Ligier Gitanes                | 26  | Jacques Laffite       | Ligier JS11              | Ford Cosworth DFV 3.0 V8 | G      |
| Albilad-Saudia Racing Team    | 27  | Alan Jones            | Williams FW06            | Ford Cosworth DFV 3.0 V8 | G      |
| Albilad-Saudia Racing Team    | 28  | Clay Regazzoni        | Williams FW06            | Ford Cosworth DFV 3.0 V8 | G      |
| Warsteiner Arrows Racing Team | 29  | Riccardo Patrese      | Arrows A1B               | Ford Cosworth DFV 3.0 V8 | G      |
| Warsteiner Arrows Racing Team | 30  | Jochen Mass           | Arrows A1B               | Ford Cosworth DFV 3.0 V8 | G      |
| Team Rebaque                  | 31  | Héctor Rebaque        | Lotus 79                 | Ford Cosworth DFV 3.0 V8 | G      |

## Klassifikationen

### Startaufstellung
| Pos. | Fahrer                | Konstrukteur       | Zeit     | Ø-Geschwindigkeit | Start |
| ---- | --------------------- | ------------------ | -------- | ----------------- | ----- |
| 01   | Gilles Villeneuve     | Ferrari            | 1:18,825 | 148,476 km/h      | 01    |
| 02   | Carlos Reutemann      | Lotus-Ford         | 1:18,886 | 148,361 km/h      | 02    |
| 03   | Jody Scheckter        | Ferrari            | 1:18,911 | 148,314 km/h      | 03    |
| 04   | Patrick Depailler     | Ligier-Ford        | 1:19,025 | 148,100 km/h      | 04    |
| 05   | Jacques Laffite       | Ligier-Ford        | 1:19,032 | 148,087 km/h      | 05    |
| 06   | Mario Andretti        | Lotus-Ford         | 1:19,454 | 147,300 km/h      | 06    |
| 07   | Jean-Pierre Jarier    | Tyrrell-Ford       | 1:19,580 | 147,067 km/h      | 07    |
| 08   | James Hunt            | Wolf-Ford          | 1:19,643 | 146,951 km/h      | 08    |
| 09   | Riccardo Patrese      | Arrows-Ford        | 1:19,727 | 146,796 km/h      | 09    |
| 10   | Alan Jones            | Williams-Ford      | 1:19,910 | 146,460 km/h      | 10    |
| 11   | Niki Lauda            | Brabham-Alfa Romeo | 1:20,041 | 146,220 km/h      | 11    |
| 12   | Nelson Piquet         | Brabham-Alfa Romeo | 1:20,456 | 145,466 km/h      | 12    |
| 13   | Jochen Mass           | Arrows-Ford        | 1:20,608 | 145,192 km/h      | 13    |
| 14   | Jan Lammers           | Shadow-Ford        | 1:20,740 | 144,954 km/h      | 14    |
| 15   | Clay Regazzoni        | Williams-Ford      | 1:20,768 | 144,904 km/h      | 15    |
| 16   | Emerson Fittipaldi    | Fittipaldi-Ford    | 1:21,033 | 144,430 km/h      | 16    |
| 17   | Didier Pironi         | Tyrrell-Ford       | 1:21,192 | 144,147 km/h      | 17    |
| 18   | John Watson           | McLaren-Ford       | 1:21,304 | 143,949 km/h      | 18    |
| 19   | Patrick Tambay        | McLaren-Ford       | 1:21,411 | 143,759 km/h      | 19    |
| 20   | Jean-Pierre Jabouille | Renault            | 1:21,635 | 143,365 km/h      | DNS   |
| 21   | Elio de Angelis       | Shadow-Ford        | 1:21,961 | 142,795 km/h      | 20    |
| 22   | René Arnoux           | Renault            | 1:22,088 | 142,574 km/h      | DNS   |
| 23   | Hans-Joachim Stuck    | ATS-Ford           | 1:22,828 | 141,300 km/h      | 21    |
| 24   | Arturo Merzario       | Merzario-Ford      | 1:22,938 | 141,113 km/h      | 22    |
| 25   | Héctor Rebaque        | Lotus-Ford         | 1:22,990 | 141,024 km/h      | 23    |
| 26   | Derek Daly            | Ensign-Ford        | 1:23,888 | 139,515 km/h      | 24    |

### Rennen
| Pos. | Fahrer             | Konstrukteur       | Runden | Stopps | Zeit       | Start | Schnellste Runde |
| ---- | ------------------ | ------------------ | ------ | ------ | ---------- | ----- | ---------------- |
| 01   | Gilles Villeneuve  | Ferrari            | 80     | 0      | 1:50:25,40 | 01    | 1:21,20          |
| 02   | Jody Scheckter     | Ferrari            | 80     | 0      | + 29,38    | 03    | 1:21,28          |
| 03   | Alan Jones         | Williams-Ford      | 80     | 0      | + 59,69    | 10    | 1:21,81          |
| 04   | Mario Andretti     | Lotus-Ford         | 80     | 0      | + 1:04,33  | 06    | 1:21,71          |
| 05   | Patrick Depailler  | Ligier-Ford        | 80     | 0      | + 1:23,52  | 04    | 1:21,41          |
| 06   | Jean-Pierre Jarier | Tyrrell-Ford       | 79     | 1      | + 1 Runde  | 07    | 1:21,96          |
| 07   | Elio de Angelis    | Shadow-Ford        | 78     | 0      | + 2 Runden | 20    | 1:23,26          |
| 08   | Nelson Piquet      | Brabham-Alfa Romeo | 78     | 0      | + 2 Runden | 12    | 1:22,99          |
| 09   | Jochen Mass        | Arrows-Ford        | 78     | 0      | + 2 Runden | 13    | 1:23,01          |
| –    | Héctor Rebaque     | Lotus-Ford         | 71     | 0      | DNF        | 23    | 1:22,73          |
| –    | Derek Daly         | Ensign-Ford        | 68     | 0      | DNF        | 24    | 1:24,93          |
| –    | John Watson        | McLaren-Ford       | 63     | 0      | DNF        | 18    | 1:23,20          |
| –    | Clay Regazzoni     | Williams-Ford      | 49     | 0      | DNF        | 15    | 1:23,21          |
| –    | Jan Lammers        | Shadow-Ford        | 48     | 1      | DNF        | 14    | 1:22,44          |
| –    | Riccardo Patrese   | Arrows-Ford        | 40     | 0      | DNF        | 09    | 1:23,09          |
| –    | Carlos Reutemann   | Lotus-Ford         | 21     | 0      | DNF        | 02    | 1:21,94          |
| –    | Emerson Fittipaldi | Fittipaldi-Ford    | 19     | 0      | DNF        | 16    | 1:23,33          |
| –    | Arturo Merzario    | Merzario-Ford      | 13     | 0      | DNF        | 22    | 1:24,33          |
| –    | Jacques Laffite    | Ligier-Ford        | 9      | 0      | DNF        | 05    | 1:22,80          |
| –    | James Hunt         | Wolf-Ford          | 0      | 0      | DNF        | 08    | –                |
| –    | Niki Lauda         | Brabham-Alfa Romeo | 0      | 0      | DNF        | 11    | –                |
| –    | Patrick Tambay     | McLaren-Ford       | 0      | 0      | DNF        | 19    | –                |
| DSQ  | Didier Pironi      | Tyrrell-Ford       | 73     | 0      | –          | 17    | 1:22,73          |
| DSQ  | Hans-Joachim Stuck | ATS-Ford           | 49     | 0      | –          | 21    | 1:24,22          |

## WM-Stände nach dem Rennen
Die ersten sechs des Rennens bekamen 9, 6, 4, 3, 2 bzw. 1 Punkt(e). Es zählten nur die besten vier Ergebnisse aus den ersten sieben Rennen und die besten vier Ergebnisse aus den letzten acht Rennen. In der Konstrukteurswertung wurden alle Resultate gewertet.

### Fahrerwertung
| Pos. | Fahrer             | Konstrukteur       | Punkte |
| ---- | ------------------ | ------------------ | ------ |
| 01   | Gilles Villeneuve  | Ferrari            | 20     |
| 02   | Jacques Laffite    | Ligier-Ford        | 18     |
| 03   | Jody Scheckter     | Ferrari            | 13     |
| 04   | Carlos Reutemann   | Lotus-Ford         | 12     |
| 05   | Patrick Depailler  | Ligier-Ford        | 11     |
| 06   | Mario Andretti     | Lotus-Ford         | 8      |
| 07   | Jean-Pierre Jarier | Tyrrell-Ford       | 5      |
| 08   | John Watson        | McLaren-Ford       | 4      |
| 09   | Alan Jones         | Williams-Ford      | 4      |
| 10   | Didier Pironi      | Tyrrell-Ford       | 3      |
| 11   | Emerson Fittipaldi | Fittipaldi-Ford    | 1      |
| 12   | Niki Lauda         | Brabham-Alfa Romeo | 1      |
| 13   | Jochen Mass        | Arrows-Ford        | 0      |

| Pos. | Fahrer                | Konstrukteur       | Punkte |
| ---- | --------------------- | ------------------ | ------ |
| 14   | Elio de Angelis       | Shadow-Ford        | 0      |
| 15   | Nelson Piquet         | Brabham-Alfa Romeo | 0      |
| 16   | James Hunt            | Wolf-Ford          | 0      |
| 17   | Clay Regazzoni        | Williams-Ford      | 0      |
| 18   | Riccardo Patrese      | Arrows-Ford        | 0      |
| 19   | Jean-Pierre Jabouille | Renault            | 0      |
| 20   | Patrick Tambay        | McLaren-Ford       | 0      |
| 21   | Derek Daly            | Ensign-Ford        | 0      |
| 22   | Jan Lammers           | Shadow-Ford        | 0      |
| –    | Héctor Rebaque        | Lotus-Ford         | 0      |
| –    | René Arnoux           | Renault            | 0      |
| –    | Arturo Merzario       | Merzario-Ford      | 0      |
| –    | Hans-Joachim Stuck    | ATS-Ford           | 0      |

### Konstrukteurswertung
| Pos. | Konstrukteur       | Punkte |
| ---- | ------------------ | ------ |
| 01   | Ferrari            | 33     |
| 02   | Ligier-Ford        | 29     |
| 03   | Lotus-Ford         | 20     |
| 04   | Tyrrell-Ford       | 8      |
| 05   | McLaren-Ford       | 4      |
| 06   | Williams-Ford      | 4      |
| 07   | Fittipaldi-Ford    | 1      |
| 08   | Brabham-Alfa Romeo | 1      |

| Pos. | Konstrukteur  | Punkte |
| ---- | ------------- | ------ |
| 09   | Arrows-Ford   | 0      |
| 10   | Shadow-Ford   | 0      |
| 11   | Wolf-Ford     | 0      |
| 12   | Renault       | 0      |
| 13   | Ensign-Ford   | 0      |
| –    | Merzario-Ford | 0      |
| –    | ATS-Ford      | 0      |